# Taleporia politella
Taleporia politella är en fjärilsart som beskrevs av Ferdinand Ochsenheimer 1816. Taleporia politella ingår i släktet Taleporia och familjen säckspinnare. Inga underarter finns listade i Catalogue of Life.